# Xyletobius aurifer
Xyletobius aurifer är en skalbaggsart som beskrevs av Perkins 1910. Xyletobius aurifer ingår i släktet Xyletobius och familjen trägnagare. Inga underarter finns listade i Catalogue of Life.